# 蒂氏阿波鰍
蒂氏阿波鳅（學名：A. tikaderi），為輻鰭魚綱鯉形目條鳅科的其中一個種，分布亞洲印度阿魯納恰爾邦南達帕國家公園(Namdapha National Park)淡水溪流中，被IUCN列為易危保育類動物，體長可達10.9公分，棲息在熱帶溪流礫石底質水域，以附著的藻類為食，生活習性不明。

## 扩展阅读
維基物種上的相關：蒂氏阿波鳅